# 蒲式耳
蒲式耳（英語：bushel），又稱英斗，是英制的容量及重量單位，於英國及美國通用，主要用於量度乾貨，尤其是農產品的重量。通常1蒲式耳等於8加侖（約36.37公升），但不同的農產品對蒲式耳的定義各有不同。在農產品的美國期貨市場上，會使用「美分／蒲式耳」作為價格單位。
以下是不同的農產品對蒲式耳的定義：
- 1蒲式耳燕麥＝32磅（約14.52公斤）
- 1蒲式耳麥芽＝34磅（約15.42公斤）
- 1蒲式耳大麥＝48磅（約21.77公斤）
- 1蒲式耳玉米＝56磅（約25.40公斤）
- 1蒲式耳小麥或大豆＝60磅（約27.22公斤）